# Bob Weighton
Robert Weighton, detto Bob (Kingston upon Hull, 29 marzo 1908 – Alton, 28 maggio 2020), è stato un supercentenario britannico che detenne il titolo di decano maschile dell'umanità dalla morte del giapponese Chitetsu Watanabe, il 23 febbraio 2020, fino al suo stesso decesso.

## Biografia
Bob Weighton nacque a Kingston upon Hull nel 1908. Dopo essersi diplomato all'età di 16 anni, svolse l'apprendistato in ingegneria navale e si recò a Taiwan per studiare la lingua cinese. Sposò la sua insegnante, Agnes, nel 1937 e da lei ebbe il suo primo figlio a Taiwan. Nel 1939 tornò in Inghilterra, successivamente partì per il Canada, poi per gli Stati Uniti (a causa dello scoppio della seconda guerra mondiale). Nel frattempo, Bob ebbe altri due figli da Agnes. Alla fine della conflitto tornò nel Regno Unito e divenne professore alla City University di Londra. Dopo 58 anni di matrimonio, la moglie morì nel 1995.
Morì ad Alton il 28 maggio 2020, all'età di 112 anni e 60 giorni, per una neoplasia. Al momento della sua morte, aveva tre figli, dieci nipoti e venticinque pronipoti.

## Traguardi di longevità
Alla morte di Chitetsu Watanabe il 23 febbraio 2020, divenne il decano maschile dell'umanità. In occasione della consegna del riconoscimento di uomo vivente più longevo al mondo ad opera di una delegazione del Guinness dei primati, il 31 marzo 2020, Weighton dichiarò: "Posso definirmi un uomo normale che è vissuto a lungo. Non sono il tipo di persona che dice "voglio scalare l'Everest" o "voglio fare il giro del mondo". L'ex detentore del record è morto, perciò non sono contento di aver ereditato il suo primato, ma sono contento di aver vissuto a lungo e di aver avuto molti amici nel corso della mia vita".